# آرش بارز
آرش بارز (زاده ۲۹ بهمن ۱۳۶۵)، خواننده، نوازنده و آهنگساز پاپ اهل افغانستان است که با برنامه استعدادیابی ستاره افغان به مخاطبان خود معرفی شد و بعد از آن نیز به ادامه فعالیّت هنری خود پرداخت.

## زندگی‌نامه
آرش بارز ۲۹ بهمن ماه سال ۱۳۶۵ در شهر مشهد به دنیا آمد.